# Vin Mariani

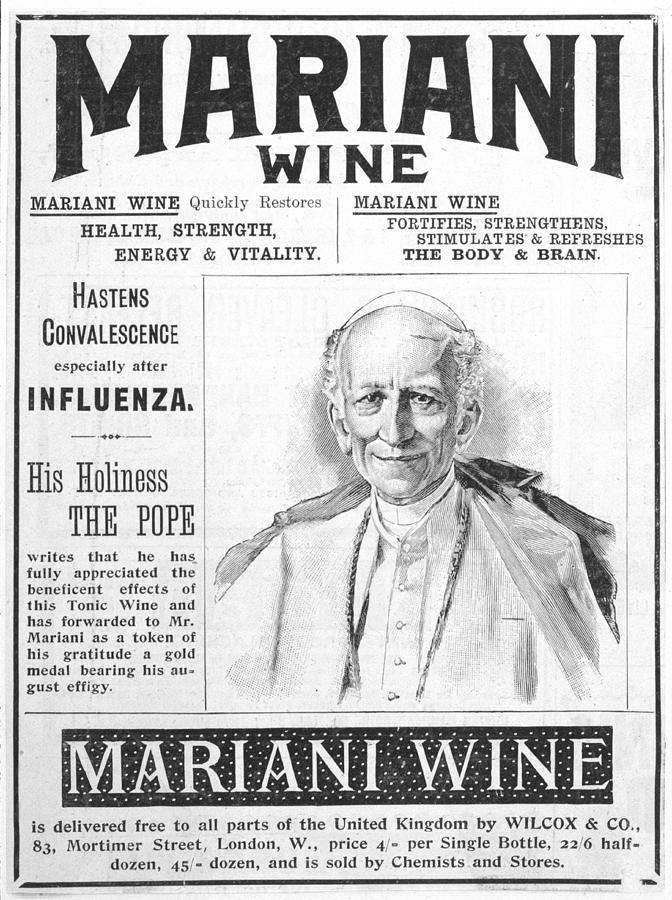
Reklam för Vin Mariani med påve Leo XIII.

Vin Mariani var en blandning av bordeauxvin och kokabladsextrakt, skapad av den korsikanske kemisten Angelo Mariani. Efter introduktionen 1863 var den under lång tid en ledande "hälsodryck" i Västeuropa och USA, med kända konsumenter som påven Leo XIII,  Thomas Edison, drottning Victoria, Henrik Ibsen, Jules Verne och USA:s president Ulysses S. Grant.
Efter införandet av Pure Food and Drug Act i USA 1906 togs ett nytt recept fram utan kokain.
Drycken fick många efterföljare, som till exempel Elixir Mariani. Även Coca-Cola är ett derivat av Vin Mariani, som Pemberton först kallade ”Pemberton's French Wine Coca”. 

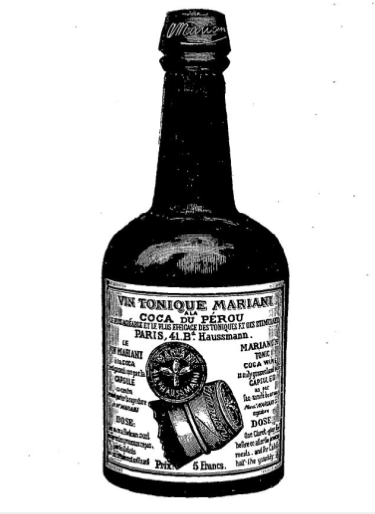
Bild på en flaska med texten översatt  "Mariani tonicvin med coca från Peru"
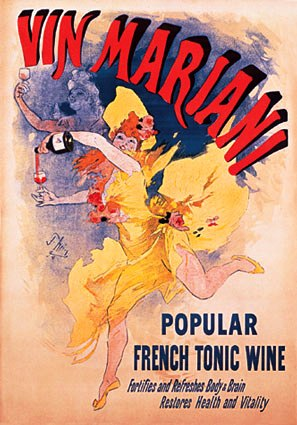
Annons för Vin Mariani från 1894.